# Festuca parvigluma
Festuca parvigluma е вид растение от семейство Житни (Poaceae). Видът е незастрашен от изчезване.

## Разпространение
Разпространен е в Китай, Япония, Северна Корея, Република Корея, Непал и Тайван.